# エドワード・ハワード (第8代サフォーク伯爵)
第8代サフォーク伯爵エドワード・ハワード（英語: Edward Howard, 8th Earl of Suffolk、1672年 – 1731年6月22日）は、イングランド貴族。

## 生涯
第5代サフォーク伯爵ヘンリー・ハワードと1人目の妻メアリー・ステュアートの次男として生まれた。1685年11月2日にケンブリッジ大学モードリン・カレッジに入学した。1722年2月9日に甥にあたる第7代サフォーク伯爵チャールズ・ハワードが死去するとサフォーク伯爵の爵位を継承した。
1731年6月22日に未婚のまま死去、ウォールデンで埋葬された。弟チャールズが爵位を継承した。